# 마누엘 가르시아 헤르난데즈
마누엘 가르시아 헤르난데즈(스페인어: Manuel Garcia Hernandez, 1896년 12월 24일? ~ )는 멕시코의 님성 슈퍼센티네리언이다. 다만 추정년도이기에 공식 기록은 아니다